# Республіка Сомалі
Республіка Сомалі (сом. Jamhuuriyadda Soomaaliyeed, італ. Repubblica Somala, араб. الجمهورية الصومالية, Jumhūriyyat aṣ-Ṣūmālīyyah) — назва суверенної держави, що складалась із Сомалі та Сомаліленду, після об'єднання підопічної території Сомалі (колишній Італійський Сомаліленд) та держави Сомаліленд (колишній Британський Сомаліленд). Її перший уряд був сформований Абдуллахі Іссою Мохамудом та Мохамед Хаджі Ібрагім Егалем та іншими членами органів опіки та протекторату, з Хаджі Баширом головою Національних зборів Сомалі та Аденом Абдуллою Османом Дааром як президент держави.
22 липня 1960 Даар призначив Абдірашіда Алі Шермарка новим прем'єр-міністром.
20 липня 1961 року через всенародний референду Сомалі ратифікувала нову конституцію, проект якої було вперше розроблено в 1960 році. Нова конституція була відхилена Сомалілендом
.
Адміністрація проіснувала до 1969 року, коли Вища революційна рада захопила владу внаслідок безкровного перевороту та перейменувала країну на Демократичну Республіку Сомалі.

## Історія
Очільники італійського та британського Сомалі здійснили певні кроки до об'єднання по здобуттю незалежності.
Британський уряд поступився очільникам націоналістичних сил Сомалі і погодився припинити своє правління Британським Сомалілендом в 1960 році, щоб протекторат об'єднання з підопічною територією Сомаліленду в день здобуття незалежності, вже встановлену Комісією ООН.
У квітні 1960 року лідери двох територій зустрілися в Могадішо та домовилися про створення унітарної держави.
Обраний президент мав стати очільником держави.
Повні виконавчі повноваження належать прем'єр-міністру, підзвітному обраним Національним зборам із 123 членів, які представляють дві території.
Британський Сомаліленд відповідно до графіка об'єднався з підопічною територією Сомаліленд для створення республіки Сомалі.
26 червня 1960 року Британський Сомаліленд здобув незалежність від Великої Британії як Держава Сомаліленд.
1 липня 1960 року держава Сомаліленд об'єдналася з підопічною територією Сомаліленд, утворивши Сомалійську республіку.
Законодавчий орган призначив спікера Союзу Сомалі Хаджі Башира першим головою Національних зборів.
Того ж дня Аден Абдулла Осман Даар став президентом держави Сомалі.
У свою чергу, 22 липня 1960 Даар призначив Абдірашіда Алі Шермарка першим прем'єр-міністром.
Шермарк сформував коаліційний уряд, в якому домінувала Сомалійська молодіжна ліга за підтримки двох кланових північних партій — Сомалійської національної ліги та Об'єднаної партії Сомалі.
Призначення Османа президентом було затверджено роком пізніше на референдумі 1961 року.
Протягом дев'ятирічного періоду парламентської демократії, за здобуттям Сомалі незалежності, свобода вираження думок широко розглядалася як традиційне права кожної людини бути почутим.
Національний ідеал, сповідуваний сомалійцями, полягав у політичній і правовій рівності, в якій історичні цінності Сомалі і західні звичаї, мабуть, збігалися.
Політика розглядалася як галузь, не обмежена однією професією, кланом чи класом, але відкрита всім членів суспільства чоловічої статі.
На муніципальних виборах 1958 року жінки в італійському Сомаліленді мали право голосувати.
У травні 1963 року територіальна асамблея проголосувала за виборче право (52 «за», 42 «проти»).
Пізніше воно поширилося на колишній Британський Сомаліленд.
Політична активність Сомалі часто перевищувала таку у багатьох західних демократіях
.

### Перші місяці унії
Хоча південь і північ об'єднувалися в єдину державу після здобуття незалежності, з інституційної точки зору вони були двома окремими країнами.
Італія та Велика Британія залишили у цих двох країн окремі адміністративні, юридичні та освітні системи, в яких справи велися відповідно до різних процедур та різних мов.
Поліція, податки та обмінні курси їх відповідних валют також відрізнялися, у освіченої еліти були різні інтереси, а економічні контакти між двома регіонами практично були відсутні.
В 1960 році ООН створила Консультативну комісію з інтеграції — міжнародну раду, очолювану офіційною особою ООН Паоло Контіні, створена для керівництва поступовим злиттям правових систем та інститутів нової держави та усунення розбіжностей між регіонами.
В 1964 році цей орган змінила Консультативна комісія із законодавства, що складалася із сомалійців.
Багато жителів півдня вважали, що завдяки досвіду, отриманому під опікою Італії, їхній регіон краще підготовлений до самоврядування.
Північні політичні, адміністративні та комерційні еліти не хотіли визнавати, що тепер їм доводиться мати справу з Могадішо.
На момент здобуття незалежності у північному регіоні діяли дві політичні партії: Сомалійська національна ліга, що представляла клан-сім'ю Ісаак, що становила чисельну більшість, і Об'єднана партія Сомалі, значною мірою підтримувана кланом Дір і Дарод.
Південна опозиційна партія, Ліга Великого Сомалі, проарабська та войовничо-пансомалійська, заручилася підтримкою Сомалійської національної ліги та Об'єднаної партії Сомалі проти Сомалійської молодіжної ліги, що до здобуття незалежності зайняла помірну позицію.
Побоювання півночі з приводу того, що він дуже прив'язаний до півдня, були продемонстровані на референдумі у червні 1961 року, який, по суті, став першими загальнонаціональними виборами у Сомалі.
Хоча проект був схвалений переважною більшістю на півдні, його підтримало менше 50 % північного електорату.
Невдоволення розподілом влади між клановими сім'ями та між двома регіонами різко зросло у грудні 1961 року, коли група навчених британцями молодших армійських офіцерів на півночі збунтувалася у відповідь на призначення більш високопоставлених південних офіцерів, що пройшли спеціальну підготовку італійцями для виконання поліцейських функцій.
Очільники повстанців закликали до поділу півночі та півдня.
Північні унтер-офіцери заарештували повстанців, проте невдоволення на півночі зберігалося.
На початку 1962 року лідер Ліги Великого Сомалі Хаджі Мухаммад Хусін, прагнучи використати невдоволення жителів півночі, спробував сформувати об'єднану партію, відому як Сомалійський демократичний союз.
До нього увійшли північні осередки, деякі з яких були незадоволені північними представниками ліги у коаліційному уряді.
У результаті всі спроби Хусейна провалилися.
Однак у травні 1962 року Егал і ще один міністр національної ліги Сомалі з півночі пішли з кабінету і взяли з собою багатьох послідовників у нову партію, Сомалійський національний конгрес, яка отримала широку підтримку з боку півночі. Вона також отримала підтримку на півдні, коли до неї приєдналася фракція Сомалійської молодіжної ліги, що складається переважно з членів клану Хавійє. Цей крок дав країні три національних політичних партії і ще більше розмив протиріччя між північчю і півднем.

### Велике Сомалі

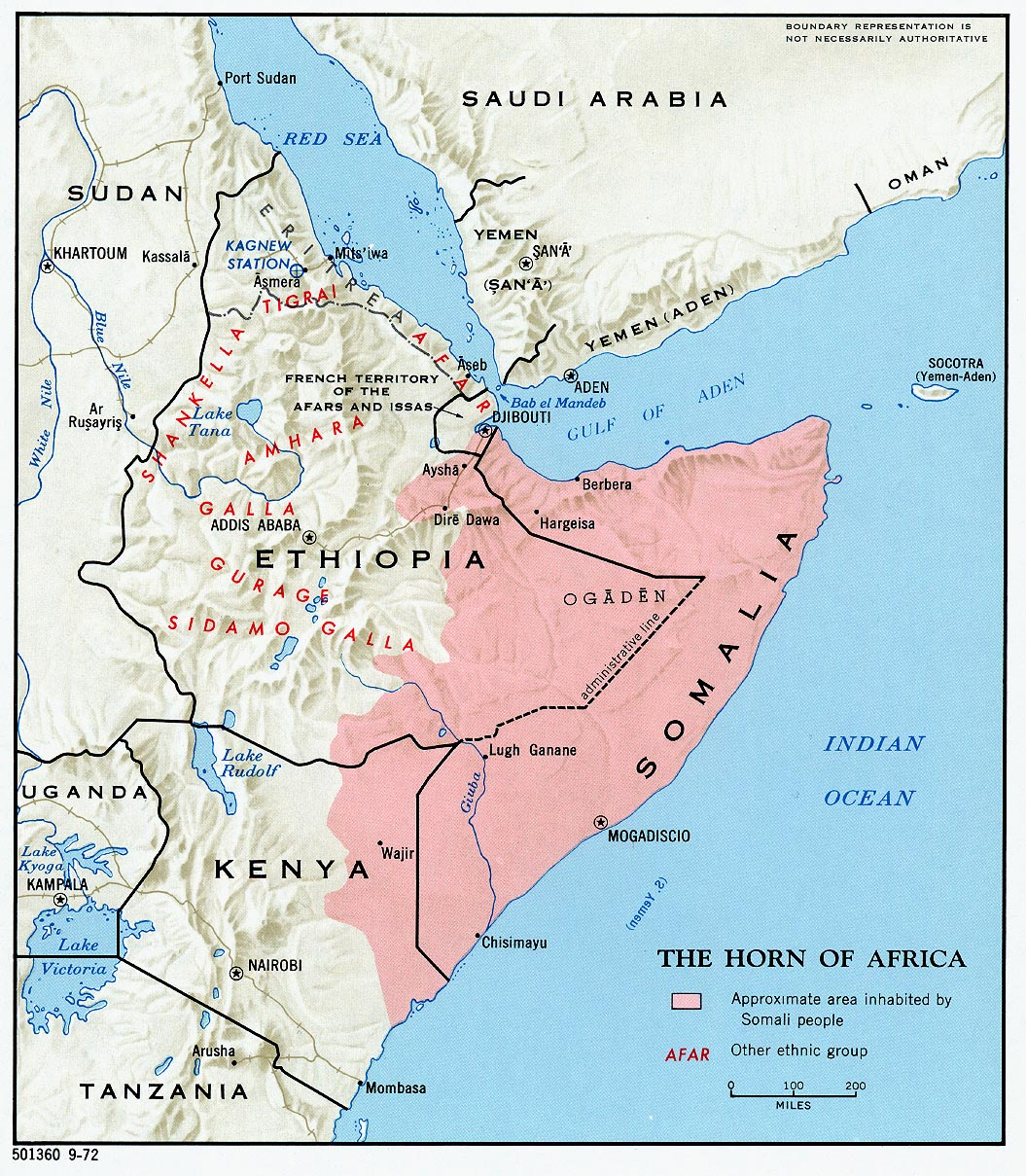
Приблизні межі Великого Сомалі

Найважливішим політичним питанням у Сомалі після здобуття незалежності було об'єднання всіх областей, традиційно населених етнічними сомалійцями в одну країну — Велике Сомалі.
Політики добре знали, що вони не мають шансів на перемогу на виборах, якщо вони не сприятимуть об'єднанню всіх територій Сомалі.
Ця проблема націоналізму Сомалі переважала у громадській думці; багато сомалійців вважали, що будь-який уряд країни впаде, якщо він не продемонструє бажання об'єднати всі терени Сомалі.
Занепокоєність планом Великого Сомалі призвела до нарощування збройних сил Сомалі в рамках підготовки до кампаній з повернення сомалійських земель. Незабаром було прибрано точний розмір Національних зборів, щоб полегшити включення представників спірних територій після об'єднання.
На національному прапорі була п'ятикутна зірка, точки якої представляли райони, традиційно населені етнічними сомалійцями: колишній Італійський Сомаліленд та Британський Сомаліленд, Огаден, Французький Сомаліленд та Північний прикордонний округ
.
Більше того, у преамбулі до конституції, прийнятої в 1961 році, було сказано: «Сомалійська Республіка законними та мирними засобами сприяє об'єднанню територій». Конституція також передбачає, що це етнічні сомалійці, незалежно від цього, де вони проживають, є громадянами республіки.
Сомалі не претендували на суверенітет над прилеглими територіями, а швидше вимагали, щоб сомалійцям, які проживають на них, було надано право самовизначення.
Різні очільники Сомалі стверджували, що вони будуть задоволені тільки тоді, коли їх товариші з Сомалі за межами республіки матимуть можливість вирішити для себе, яким буде їх статус.
В 1948 році під тиском своїх союзників за Другою світовою війною і до розчарування сомалійців

британці «повернули» Хауд — важливий сомалійський пасовищний район, який імовірно був «захищений» британськими договорами з сомалійцями в 1884 і в 1886 роках— і Огаден до Ефіопії на підставі договору, підписаного ними в 1897 році, за яким британці поступилися територіями ефіопському імператору Менеліку II, за його допомогу у боротьбі з набігами сомалійських кланів
.
Велика Британія включила застереження, що Сомалі збережуть свою автономію, але Ефіопія негайно зажадала суверенітету над цим районом
.
Уряд Сомалі відмовився, зокрема, визнати дійсність англо-ефіопського договору 1954, який визнав претензії Ефіопії на Хауд або, в решті-решт, актуальність договорів, що визначають кордони Сомалі.
Позиція Сомалі ґрунтувалася на трьох моментах: по-перше, у договорах ігнорувалися угоди, укладені із суб'єктами Сомалі, які поставили їх під британський захист;
по-друге, із сомалійцями не консультувалися щодо умов договорів та фактично не інформували про їх існування;
і, по-третє, такі договори порушують принцип самовизначення.
Це спонукало Велику Британію в 1956 зробити невдалу спробу викупити передані їй сомалійські землі.
Військові дії неухильно зростали і зрештою включали дрібномасштабні дії між національною армією Сомалі і Імперськими збройними силами Ефіопії вздовж кордону.
У лютому 1964 року на кордоні Сомалі та Ефіопії вибухнув озброєний конфлікт, ефіопські літаки здійснили нальоти на цілі у Сомалі. Конфронтація закінчилася у квітні за посередництва Судану, що діяв під егідою Організації африканської єдності.
За умовами припинення вогню було сформовано спільну комісію для вивчення причин прикордонних інцидентів, а по обидва боки кордону було створено демілітаризовану зону шириною від 10 до 15 км.
Принаймні тимчасово, подальші військові зіткнення були припинено.
В 1958 році, напередодні проголошення незалежності Сомалі в 1960 році, у сусідньому Джибуті (тодішньому французькому Сомаліленді) було проведено референдум, на якому було вирішено, чи приєднуватися до Республіки Сомалі або залишитися з Францією.
Референдум виявився на користь продовження асоціації з Францією, багато в чому через спільне голосування «за» значною етнічною групою афар та європейців, що проживають у Європі.
Також були поширені фальсифікації результатів голосування, французами було вигнано тисячі сомалійців
.
Більшість тих, хто проголосував проти, були сомалійцями, які рішуче виступали за приєднання до єдиної Сомалі, як це було запропоновано Махмудом Харбі віце-президентом Урядової ради.
Через два роки Харбі загинув в авіакатастрофі за загадкових обставин
.
На лондонських переговорах 1961 року про майбутнє Британської Кенії представники Сомалі Північного прикордонного округу зажадали, щоб Велика Британія організувала поділ регіону до того, як Кенія здобула незалежність.
Британський уряд призначив комісію для з'ясування громадської думки в окрузі з цього питання.
Неофіційний плебісцит продемонстрував непереборне бажання населення регіону, яке здебільшого складалося з сомалійців та оромо, приєднатися до нещодавно утвореної Сомалійської республіки
.
У передовій статті 1962 року в The Observer одночасно зазначалося, що "за всіма критеріями кенійські сомалійці мають право вибирати своє власне майбутнє […] вони відрізняються від інших кенійців не тільки племенами, але майже в усіх відношеннях […], іншу релігію (іслам), і вони населяють пустелю, яка мало чи зовсім не сприяє економіці Кенії […] ніхто не може звинуватити їх у спробі втекти з національним багатством "
.
Незважаючи на дипломатичну діяльність Сомалі, колоніальний уряд у Кенії не відреагував на висновки комісії.
Британські офіційні особи вважали, що федеральний формат, запропонований у той час у конституції Кенії, забезпечить рішення за рахунок того ступеня автономії, яку він надає регіону в рамках федеральної системи.
Проте це рішення не зменшило вимог Сомалі про об'єднання, і невелика частина федералізму зникла після того, як постколоніальний уряд Кенії обрало централізовану конституцію в 1964 році.
Очолювані Народною прогресивною партією Північної провінції, сомалійці Північно-східної провінції в Кенії активно прагнули до союзу з Сомалі

У відповідь на цей новий уряд Кенії вжив низку репресивних заходів, покликаних завадити їхнім зусиллям.
Серед них була практикою неправильного маркування сомалійських повстанців претензії за етнічною ознакою, визначення їх бандитської ("{{нп|шифта|||Shifta}») активності, конфіскування або забій сомалійської худоби, спонсорування кампанії етнічного чищення проти жителів регіону, і створення великих чи концентраційних таборів
.
Кульмінацією цієї політики стала війна Шифта між сомалійськими повстанцями та кенійською поліцією та армією.
Повідомляється, що радіо «Голос Сомалі» вплинуло на рівень партизанської активності за допомогою своїх передач, які транслювались у провінції.
Кенія також звинуватила уряд Сомалі у навчанні повстанців, оснащенні їх радянською зброєю та направленням їх із Могадішо.
Згодом вона підписала пакт про взаємну оборону з Ефіопією в 1964 році, хоча договір не мав великого ефекту, оскільки тривав транскордонний потік військової техніки із Сомалі до партизанів

У жовтні 1967 року уряд Сомалі та Кенії підписали Меморандум про взаєморозуміння (Арушський меморандум), який призвів до офіційного припинення вогню
.

### Адміністрація Хусейна
Загальнонаціональні муніципальні вибори, на яких молодіжна ліга Сомалі здобула 74 % місць, відбулися в листопаді 1963 року.
За ними у березні 1964 року відбулися перші національні вибори країни після здобуття незалежності.
Молодіжна ліга Сомалі знову здобула перемогу, здобувши 69 з 123 місць у парламенті.
Справжня перевага партії тут була навіть більшою, оскільки 54 місця, завойовані опозицією, були розділені між декількома невеликими партіями.
Після виборів до Національних зборів 1964 року у березні сталася криза, внаслідок якої Сомалі залишалася без уряду до початку вересня.
Президент Аден Абдулла Осман Даар, який був уповноважений пропонувати кандидата на посаду прем'єр-міністра після виборів або падіння уряду, вибрав Абдиріззака Хаджі Хусейна як свого кандидата замість чинного прем'єра Абдірашіда Алі Шермарка, якого підтримало керівництво партії Сомалійської молодіжної ліги.
Шермарк був прем'єр-міністром протягом 4 попередніх років і Осман вирішив, що нове керівництво може запропонувати свіжі ідеї для вирішення національних проблем.
При утворенні Ради міністрів для представлення Національним зборам Хусейн обирав кандидатів на основі здібностей та без урахування місця походження. Проте вибори Хусейна загострили внутрішньопартійні відносини та порушили неписані правила, згідно з якими має існувати клановий та регіональний баланс.
Керівний Центральний комітет молодіжної ліги Сомалі і її парламентські групи розділилися.
Хусейн був членом партії з 1944 року та брав участь у двох попередніх кабінетах Шермарка.
Насамперед він звертався до молодіших і освіченіших членів партії.
Декілька політичних лідерів, які не увійшли до складу кабінету міністрів, приєдналися до прихильників Шермарка, щоб сформувати опозиційну групу всередині партії.
В результаті фракція Хусейна шукала підтримки серед членів Національних зборів, які не є членами молодіжної ліги Сомалі.
Хоча розбіжності здебільшого стосувалися особистих чи групових політичних амбіцій, дебати, що призвели до початкового вотуму довіри, були зосереджені на проблемі Великого Сомалі.
І Осман, і призначений прем'єр-міністр Хусейн хотіли віддати пріоритет внутрішнім економічним та соціальним проблемам країни.
Хоча Хусейн підтримував войовничий пансомалізм, його зображували як готового прийняти суверенітет Ефіопії і Кенії над сомалійськими територіями.
Запропонований Хусейном кабінет не був схвалений із перевагою у 2 голоси.
7 членів Національних зборів, у тому числі Шермарк, утрималися, тоді як 48 членів молодіжної ліги Сомалі проголосували за Хусейна і 33 виступили проти нього.
Незважаючи на очевидний розкол у молодіжній лізі Сомалі, вона продовжував залучати новобранців з інших партій.
У перші три місяці після виборів 17 членів парламентської опозиції вийшли зі своїх партій, щоб приєднатися до ліги.
Осман проігнорував результати голосування та знову призначив Хусейна прем'єр-міністром.
Після внутрішньопартійних переговорів, які включали поновлення на посаді 4 партійних чиновників, вигнаних за голосування «проти», Хусейн представив до Національної асамблеї другий список кабінету міністрів, до якого увійшли всі його попередні кандидатури, крім одного.
Пропонований новий кабінет містив 3 додаткові міністерські посади, заповнені людьми, обраними для умиротворення опозиційних фракцій.
Новий кабінет був затверджений за підтримки більшості, за винятком деяких членів молодіжної ліги Сомалійської ліги у Національних зборах.
Хусейн залишався на своїй посаді до президентських виборів у червні 1967 року.
На президентських виборах 1967 року, проведених таємним опитуванням членів Національних зборів, колишній прем'єр-міністр Шермарк виступив проти Османа.
Центральним питанням дискусії була поміркованість проти войовничості у пансомалійському питанні.
Осман через Хусейна наголошував на пріоритеті внутрішнього розвитку.
У результаті Шермарк, який обіймав посаду прем'єр-міністра, коли пансомалізм був на піку, був обраний президентом республіки.

### Адміністрація Егаля
Новий президент призначив прем'єр-міністром Мухаммеда Хаджі Ібрагіма Егаля, який збільшив членський склад кабінету з 13 до 15 членів та включив представників усіх основних кланових сімей, а також деяких членів конкуруючого національного конгресу Сомалі.
Торішнього серпня 1967 року Національні збори підтвердили його призначення без серйозного опору.
Хоча новий прем'єр-міністр підтримував Шермарка на президентських виборах, він був з Півночі і в 1962 році керував втечею членів північної асамблеї національної ліги Сомалі від уряду.
Він також брав активну участь у створенні Сомалійського національного конгресу, але разом з багатьма іншими північними членами цієї групи повернувся до молодіжної ліги Сомалі після виборів 1964 року.
Найважливішою різницею між Шермарком та Егалем, крім їхньої минулої приналежності, була помірна позиція нового прем'єр-міністра з пансомалійських питань та його прагнення покращити відносини з іншими африканськими країнами.
У цих галузях він був союзником «модерністів» в уряді, парламенті та адміністрації, які виступали за перенаправлення енергії нації з конфронтації з сусідами на боротьбу із соціальними та економічними негараздами.
Хоча багато з його внутрішніх політик більше відповідали політиці попередньої адміністрації, Егаль продовжував користуватися довірою як Шермарка, так і Національних зборів протягом 18 місяців до національних виборів у березні 1969 року
У виборах 1969 брали участь 64 партії.
Проте лише молодіжна партія Сомалі представила кандидатів у кожному виборчому окрузі, у багатьох випадках без опозиції.
Ще 8 партій представили списки кандидатів на державні посади у більшості округів.
З 55 партій, що залишилися, тільки 24 здобули представництво в зборах, але всі вони були розпущені майже відразу ж, коли їх 50 членів приєдналися до молодіжної ліги Сомалі.
І велика кількість партій, і перехід у партію більшості були типовими для парламентських виборів Сомалі.
Щоб зареєструватися на виборну посаду, кандидату просто була потрібна або підтримка 500 виборців, або спонсорство його клану, висловлене голосуванням його традиційних зборів.
Після реєстрації претендент на посаду намагається стати офіційним кандидатом політичної партії.
В іншому випадку він залишиться у виборчому бюлетені як індивідуальний учасник.
Голосування проводилося за партійними списками, що дозволяло висувати кандидата від одноосібної партії (ця практика пояснювала як зростання кількості дрібних партій, а й тимчасовий характер партійної підтримки).
Багато кандидатів приєдналися до великої партії тільки на той час, який вистачив би на те, щоб використати її символ у виборчій кампанії, і у разі обрання відмовилися від неї на користь сторони, що перемогла.
Таким чином, до кінця травня 1969 року парламентська чисельність молодіжної ліги Сомалі збільшилася з 73 до 109 осіб.
Крім того, 11 членів Сомалійського національного конгресу сформували коаліцію із молодіжною лігою Сомалі, яка здобула 120 зі 123 місць у Національних зборах.
Деякі з цих 120 людей залишили лігу після того, як став зрозумілим склад кабінету Егаля і після оголошення його програми.
Пропонуючи величезний список кандидатів, майже 900 000 виборців в 1969 році без проблем «перемагали» дійових осіб.
З чинних депутатів не повернулося 77 із 123 осіб. Статистично результати цих виборів були майже ідентичні результатам виборів 1964 року, і, враховуючи велику кількість партій та систему пропорційного представництва, не можна було отримати чітке уявлення про громадську думку лише на основі результатів виборів.
Науковець Іоан М. Льюїс зазначив, що уряд молодіжної ліги Сомалі був дуже різнорідною групою з розбіжними особистими і родовими інтересами.
Кандидати, які втратили місця у зборах, і ті, хто їх підтримував, були розчаровані та розсерджені.
Було висунуто низку звинувачень у фальсифікації виборів, принаймні деякі з них були твердо обґрунтовані.
Невдоволення загострилося, коли Верховний суд на чолі зі своїм нещодавно призначеним головою відмовився визнати юрисдикцію щодо виборчих петицій, хоча він визнав таку юрисдикцію раніше.
Ні президента, ні прем'єр-міністра не особливо турбували корупція та кумівство.
Хоча така практика вважалася нормою у суспільстві, заснованому на родинних зв'язках, деякі гірко ставилися до її поширення у Національній асамблеї, де, здавалося, депутати ігнорували своїх виборців, обмінюючи голосами заради особистої вигоди.
Серед тих, хто найбільше незадоволений урядом, були представники інтелігенції, збройних сил та поліції.
Генерал Мохамед Абшир Мусе, начальник поліції, подав у відставку незадовго до виборів після того, як відмовився дозволити поліцейським машинам перевозити виборців молодіжної ліги Сомалі на виборчі дільниці.
З цих незадоволених груп найзначущим елементом були військові, які з 1961 залишалися поза політикою.
Це сталося частково тому, що уряд не звертався до них за підтримкою, а частково тому, що, на відміну від більшості інших африканських збройних сил, у Сомалі національної армії була справжня зовнішня місія — захист кордонів з Ефіопією та Кенією — в якій її підтримували всі сомалійці.

### Військовий переворот
15 жовтня 1969 року під час візиту до Лас-Анода тодішнього президента Сомалі Абдірашіда Алі Шермарка було застрелено одним зі своїх охоронців.
За його вбивством незабаром відбувся військовий переворот 21 жовтня 1969 (наступного дня після його похорону), в ході якого армія Сомалі захопила владу, не зустрівши озброєного опору, по суті, здійснивши безкровне захоплення. Переворот очолив генерал-майор Мохамед Сіад Барре, який тоді командував армією.
Разом із Барре Верховну революційну раду, що прийшла до влади після вбивства президента Шармарке, очолювали Мохамед Айнанше Гулейд, Мохамед Алі Саматар, Абдулла Мухаммед Фаділ і Салаад Габейре Кедіє, агент КДБ під кодовим ім'ям «ОПЕРАТОР»

до очільників державного перевороту також належав начальник поліції Джама Алі Коршель.
Барре був найголовнішим і керівником Верховної революційної ради
.
Згодом рада перейменувала країну на Демократичну Республіку Сомалі
,
заарештувала членів колишнього уряду, заборонила політичні партії
,
розпустила парламент і Верховний суд і призупинила дію конституції
.